# Chapelle Saint-Antoine de Guiscriff
Pour les articles homonymes, voir Chapelle Saint-Antoine et Saint-Antoine.
La Chapelle Saint-Antoine est située sur la commune de Guiscriff dans le Morbihan.

## Historique
La chapelle fait l’objet d’une inscription au titre des monuments historiques depuis le 13 mai 1937.

## Description
Chapelle en forme de croix latine et à chevet plat . 
Au-dessus du portail ouest de la chapelle, les armoiries de la famille Penehoc « d'argent à trois hures (têtes) de saumon, coupées d'azur», à laquelle appartenait Guillaume de Toutenoultre édificateur de l'édifice.

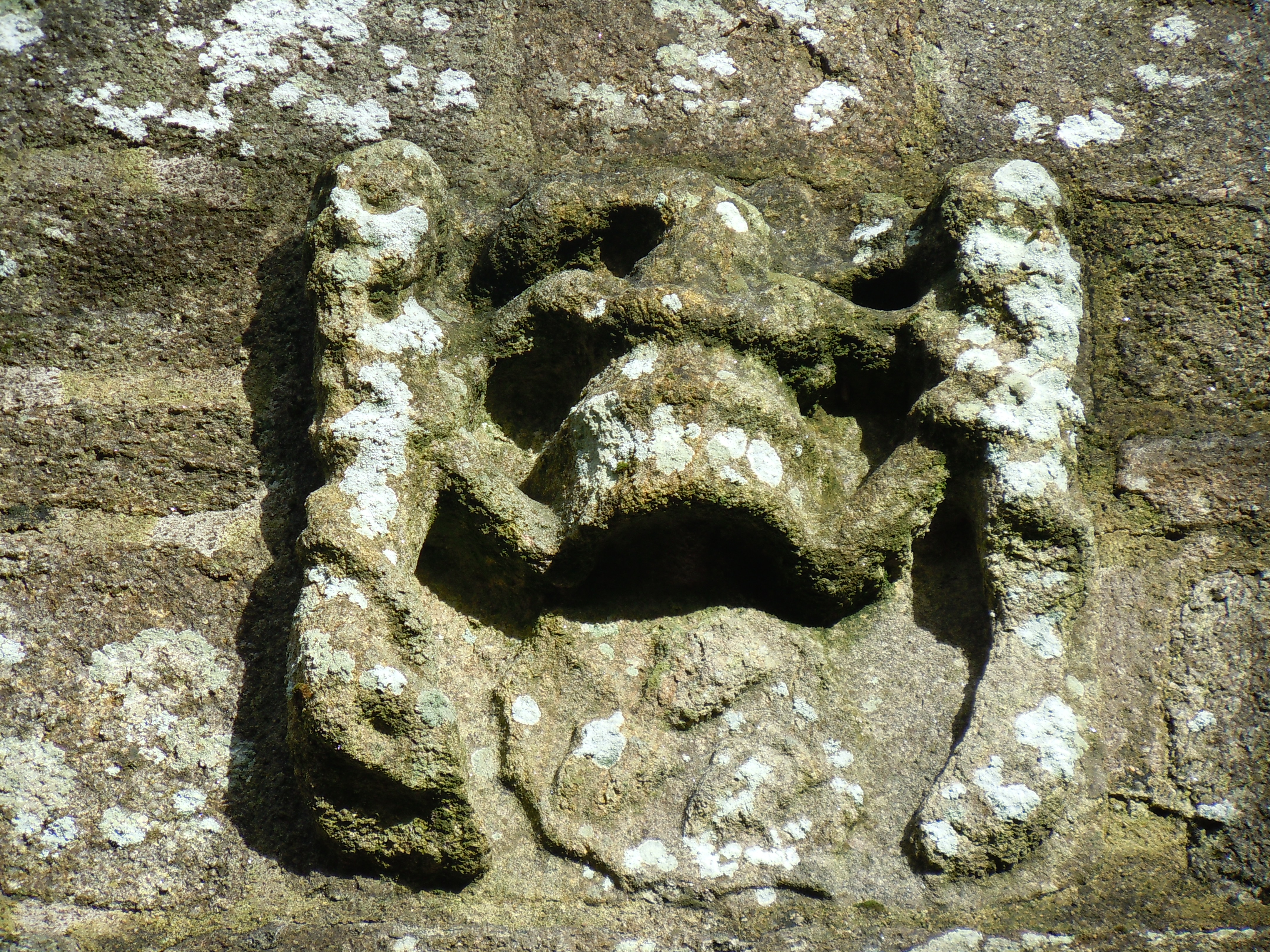
blason des Toultenoutre au pignon de la chapelle